# Gunnar Odelryd
Gunnar Axel Odelryd, född Olsson den 4 juni 1903 i Maria Magdalena församling i Stockholm, död den 14 februari 1972 i Oscars församling i Stockholm, var en svensk rekvisitör, filmarkitekt och inspicient. 
Odelryd är begravd på Sandsborgskyrkogården i Stockholm.

## Inspicient i urval
- 1939 – Oss baroner emellan
- 1941 – Livet går vidare
- 1943 – Örlogsmän
- 1944 – Lilla helgonet
- 1945 – Fram för lilla Märta